# ویویان (داکوتای جنوبی)
ویویان(به انگلیسی: Vivian) شهری در ایالت داکوتای جنوبی کشور ایالات متحده آمریکا است که جمعیت آن در سرشماری سال ۲۰۱۰ میلادی، ۱۱۹ نفر بوده‌است.